# Ronde van Lombardije 1977
De Ronde van Lombardije 1977 was de 71e editie van deze eendaagse Italiaanse wielerwedstrijd, en werd verreden op zaterdag 7 oktober 1977. Het parcours leidde van Milaan naar Como en ging over een afstand van 257 kilometer. 
De Italiaan Gianbattista Baronchelli won na een solo van twaalf kilometer. De eindzege in de Super Prestige Pernod ging naar de Belg Freddy Maertens.

## Uitslag
| Ronde van Lombardije 1977 |                          |                   |          |
| Plaats                    | Naam                     | Ploeg             | Tijd     |
| Winnaar                   | Gianbattista Baronchelli | Scic              | 7u03'00" |
| 2                         | Jean-Luc Vandenbroucke   | Peugeot-Esso      | + 1' 07" |
| 3                         | Franco Bitossi           | Vibor             | z.t.     |
| 4                         | Ronald De Witte          | Brooklyn          | z.t.     |
| 5                         | Wladimiro Panizza        | Scic              | z.t.     |
| 6                         | Alfio Vandi              | Magniflex-Torpado | z.t.     |
| 7                         | Joop Zoetemelk           | Miko-Mercier      | z.t.     |
| 8                         | Johan De Muynck          | Brooklyn          | + 2' 05" |
| 9                         | Giuseppe Perletto        | Magniflex-Torpado | z.t.     |
| 10                        | Fabrizio Fabbri          | Sanson            | + 3' 03" |

1905 · 1906 · 1907 · 1908 · 1909 · 1910 · 1911 · 1912 · 1913 · 1914 · 1915 · 1916 · 1917 · 1918 · 1919 · 1920 · 1921 · 1922 · 1923 · 1924 · 1925 · 1926 · 1927 · 1928 · 1929 · 1930 · 1931 · 1932 · 1933 · 1934 · 1935 · 1936 · 1937 · 1938 · 1939 · 1940 · 1941 · 1942 · 1943 · 1944 · 1945 · 1946 · 1947 · 1948 · 1949 · 1950 · 1951 · 1952 · 1953 · 1954 · 1955 · 1956 · 1957 · 1958 · 1959 · 1960 · 1961 · 1962 · 1963 · 1964 · 1965 · 1966 · 1967 · 1968 · 1969 · 1970 · 1971 · 1972 · 1973 · 1974 · 1975 · 1976 · 1977 · 1978 · 1979 · 1980 · 1981 · 1982 · 1983 · 1984 · 1985 · 1986 · 1987 · 1988 · 1989 · 1990 · 1991 · 1992 · 1993 · 1994 · 1995 · 1996 · 1997 · 1998 · 1999 · 2000 · 2001 · 2002 · 2003 · 2004 · 2005 · 2006 · 2007 · 2008 · 2009 · 2010 · 2011 · 2012 · 2013 · 2014 · 2015 · 2016 · 2017 · 2018 · 2019 · 2020 · 2021 · 2022 · 2023 · 2024 · 2025